# 200 meter fjärilsim för herrar i simning vid olympiska sommarspelen 2004
Sammanställda resultaten för 200 meter fjärilsim, herrar vid de Olympiska sommarspelen 2004.

## Rekord
| Världsrekord                  | Michael Phelps (USA) | Barcelona, Spanien | 1.53,93 | 22 juli 2003      |
| Tidigare Olympiskt rekord     | Thomas Malchow (USA) | Sydney, Australien | 1.55,35 | 19 september 2000 |
| Nytt Olympiskt rekord (Final) | Michael Phelps (USA) | Aten, Grekland     | 1.54,04 | 17 augusti 2004   |

## Medaljörer
| Guld:               | Silver:                 | Brons:                        |
| Michael Phelps, USA | Takashi Yamamoto, Japan | Stephen Parry, Storbritannien |

### Kuriosa
Genom att erövra bronsmedaljen ställde Parry sin lagkamrat Melanie Marshall inför det obehagliga faktum att uppfylla sitt löfte, som hon gjorde efter det att Storbritannien hade misslyckats att ta någon medalj i simning i Sydney 2000. Marshall lovade nämligen att raka sitt huvud om de brittiska simmarna lyckades ta en enda medalj i Aten.

## Resultat
Från de 5 kvalheaten gick de 16 snabbaste vidare till semifinal.
Från de två semifinalerna gick de 8 snabbaste till final.
Alla tider visas i sekunder.

Q kvalificerad till nästa omgång

DNS startade inte.

DSQ markerar diskvalificerad eller utesluten.

### Kval

#### Heat 1
1. Gaston Rodriguez, Argentina 2.04,01
2. Donny Utomo, Indonesien 2.05,71
3. Roy Barahona, Honduras 2.05,99
4. Sergio Cabrera, Paraguay 2.06,15
5. James Walsh, Filippinerna 2.06,76
6. Bertrand Bristol, Seychellerna 2.09,07
7. Sergej Pankov, Uzbekistan 2.13,06

#### Heat 2
1. Nathaniel O Brien, Kanada 2.00,12
2. Doo-Hee Jeong, Sydkorea 2.00,96
3. Georgi Palazov, Bulgarien 2.02,15
4. Zoran Lazarovski, Makedonien 2.02,26
5. Paulius Andrijauskas, Litauen 2.04,64
6. Vladan Markovic, Serbien och Montenegro 2.04,77
7. Aghiles Slimani, Algeriet 2.04,93
8. Tzu-Cheng Yeh, Taiwan 2.06,41

#### Heat 3
1. Tom Malchow, USA 1.57,75 Q
2. Peng Wu, Kina 1.57,96 Q
3. Nikolaj Skvortsov, Ryssland 1.58,18 Q
4. Sergii Advena, Ukraina 1.58,41 Q
5. Denis Silantjev, Ukraina 1.58,44 Q
6. Stephen Parry, Storbritannien 1.58,88 Q
7. Jeremy Daniel Knowles, Bahamas 1.59,32
8. Andrew Livingston, Puerto Rico 1.59,42

#### Heat 4
1. Takashi Yamamoto, Japan 1.57,36 Q
2. Anatoli Poliakov, Ryssland 1.58,12 Q
3. Franck Esposito, Frankrike 1.58,12 Q
4. Takeshi Matsuda, Japan 1.58,23 Q
5. Travis Nederpelt, Australien 1.58,93
6. Ioannis Drymonakos, Grekland 1.59,42
7. David Kolozar, Ungern 2.01,89
8. Juan Pablo Valdivieso, Peru 2.02,79

#### Heat 5
1. Michael Phelps, USA 1.57,36 Q
2. Pawel Korzeniowski, Polen 1.57,45 Q
3. Justin Norris, Australien 1.58,05 Q
4. Ioan Gherghel, Rumänien 1.58,12 Q
5. Moss Burmester, Nya Zeeland 1.58,13 Q
6. Juan Jose Veloz Davila, Mexiko 1.58,32 Q
7. Helge Folkert Meeuw, Tyskland 1.58,96
8. Kaio Almeida, Brasilien 1.59,23

### Semifinaler

#### Heat 1
1. Stephen Parry, Storbritannien 1.55,57 Q
2. Michael Phelps, USA 1.55,65 Q
3. Tom Malchow, USA 1.57,48 Q
4. Anatoli Poliakov, Ryssland 1.57,58
5. Justin Norris, Australien 1.57,96
6. Moss Burmester, Nya Zeeland 1:58,09
7. Sergii Advena, Ukraina 1.58,.11
8. Takeshi Matsuda, Japan 1.58,13

#### Heat 2
1. Pawel Korzeniowski, Poland 1.56,40 Q
2. Takashi Yamamoto, Japan 1.56,69 Q
3. Peng Wu, Kina 1.56,81 Q
4. Ioan Gherghel, Rumänien 1.57,31 Q
5. Nikolaj Skvortsov, Ryssland 1.57,37 Q
6. Denis Silantjev, Ukraina 1.57,93
7. Franck Esposito, Frankrike 1.59,00
8. Juan Jose Veloz Davila, Mexiko 1.59,78

### Final
1. Michael Phelps, United States 1.54,04 Olympiskt rekord
2. Takashi Yamamoto, Japan 1.54,56 Asiatiskt rekord
3. Stephen Parry, Storbritannien 1.55,52
4. Pawel Korzeniowski, Polen 1.56,00
5. Ioan Gherghel, Rumänien 1.56,10
6. Peng Wu, Kina 1.56.,28
7. Nikolaj Skvortsov, Ryssland 1.57,14
8. Tom Malchow, USA 1.57,48

## Tidigare vinnare

### OS
- 1896 - 1952: Ingen tävling
- 1956 i Melbourne: William Worzyk, USA – 2.19,3
- 1960 i Rom: Michael Troy, USA – 2.12,8
- 1964 i Tokyo: Kevin Berry, Australien – 2.06,6
- 1968 i Mexico City: Carl Robie, USA – 2.08,7
- 1972 i München: Mark Spitz, USA – 2.00,70
- 1976 i Montreal: Mike Bruner, USA – 1.59,23
- 1980 i Moskva: Sergej Fesenko, Sovjetunionen – 1.59,76
- 1984 i Los Angeles: Jon Sieben, Australien – 1.57,04
- 1988 i Seoul: Michael Groß, Västtyskland – 1.56,94
- 1992 i Barcelona: Melvin Stewart, USA – 1.56,26
- 1996 i Atlanta: Denis Pankratov, Ryssland – 1.56,51
- 2000 i Sydney: Tom Malchow, USA – 1.55,35

### VM
- 1973 i Belgrad: Robin Backhaus, USA – 2.03,32
- 1975 i Cali, Colombia: Billy Forrester, USA – 2.01,95
- 1978 i Berlin: Mike Bruner, USA – 1.59,38
- 1982 i Guayaquil, Ecuador: Michael Groß, Västtyskland – 1.58,85
- 1986 i Madrid: Michael Groß, Västtyskland – 1.56,53
- 1991 i Perth: Melvin Stewart, USA – 1.55,69
- 1994 i Rom: Denis Pankratov, Ryssland – 1.56,54
- 1998 i Perth: Denis Silantjev, Ukraina – 1.56,61
- 2001 i Fukuoka, Japan: Michael Phelps, USA – 1.54,58
- 2003 i Barcelona: Michael Phelps, USA – 1.54,35